# New Eastside
New Eastside (parfois appelé Northeast Loop) est un quartier situé dans le secteur communautaire du Loop, un des 77 secteurs de la ville de Chicago aux États-Unis. Le quartier est bordé par Michigan Avenue à l'ouest, la rivière Chicago au nord, Randolph Street au sud (face à Grant Park), et l'autoroute de Lake Shore Drive à l'est (en bordure du lac Michigan), formant ainsi le quart nord-est du secteur financier du Loop, dans le centre-ville de Chicago. Il est traversé par Colombus Drive en son centre. Le quartier huppé de Streeterville est situé juste au nord, sur l'autre rive de la rivière dans le secteur de Near North Side.

## Description
New Eastside est un quartier résidentiel, dynamique et à l'économie diversifiée. Il comprend l'intégralité des deux zones connues sous les noms de Illinois Center et Lakeshore East. Ces zones furent développées comme projets de ville dans le but d'attirer des investisseurs, de maintenir la qualité de vie et l'offre d'emploi dans le quartier, et de proposer de nouveaux services. New Eastside possède un système de rue à trois niveaux qui coïncide approximativement avec les limites territoriales du quartier.
La majeure partie de New Eastside s'est développée sur ce qui était autrefois une gare de triage de l'Illinois Central Railroad. De 1852 jusqu'en 1997, la Compagnie centrale des chemins de fer de l'Illinois possédait une vaste zone qui recouvrait près des 2/3 du quartier et qui débordait sur l'actuel Grant Park situé juste au sud, pour ses voies ferrées et ses diverses installations dont des hangars.
En 1997, lorsque la ville de Chicago reprit possession de cette zone après l'abandon de la gare de triage depuis plusieurs années, elle décida d'y construire un vaste parking avant de se rétracter et de confier finalement l'aménagement de cette zone à des promoteurs immobiliers.
Un parc connu sous le nom de Lakeshore East Park se trouve au centre du quartier.

## Le quartier
New Eastside est pour l'essentiel un quartier récent, ce qui est assez rare dans un centre-ville. Il s'agit d'un petit quartier rempli de tours d'habitation de luxe, et ses habitants bénéficient de la proximité immédiate avec le cœur du secteur financier du Loop. Au nord, il y a la rivière Chicago et la Chicago Riverwalk, au sud, le Millennium Park, et à l'est, le lac Michigan. Le quartier est même centré autour de son propre parc de 2,4 hectares : Lakeshore East Park. Ce dernier offre les vues parmi les plus belles de la ville.
Pour un quartier situé au cœur de Downtown Chicago, New Eastside est considéré par ses habitants comme étant plutôt calme. Il y a peu de commerces, de restaurants ou de vie nocturne à l'intérieur de ses limites, bien que tout cela se trouve à proximité. D'ailleurs, le fait qu'il soit si facile de s'y déplacer sans voiture est en quelque sorte le but recherché, car c'est l'un des quartiers les plus favorables aux piétons de la ville.

## Points d'intérêts
- Chicago Riverwalk (promenade arborée le long de la rivière Chicago)
- Aon Center
- One et Two Prudential Plaza
- Grant Park et Millennium Park (juste au sud)
- Illinois Center
- Fairmont Hotel (hôtel de luxe)
- Aqua Building
- 400 East Randolph
- Blue Cross Blue Shield Tower
- St. Regis Chicago

## Galerie d'images

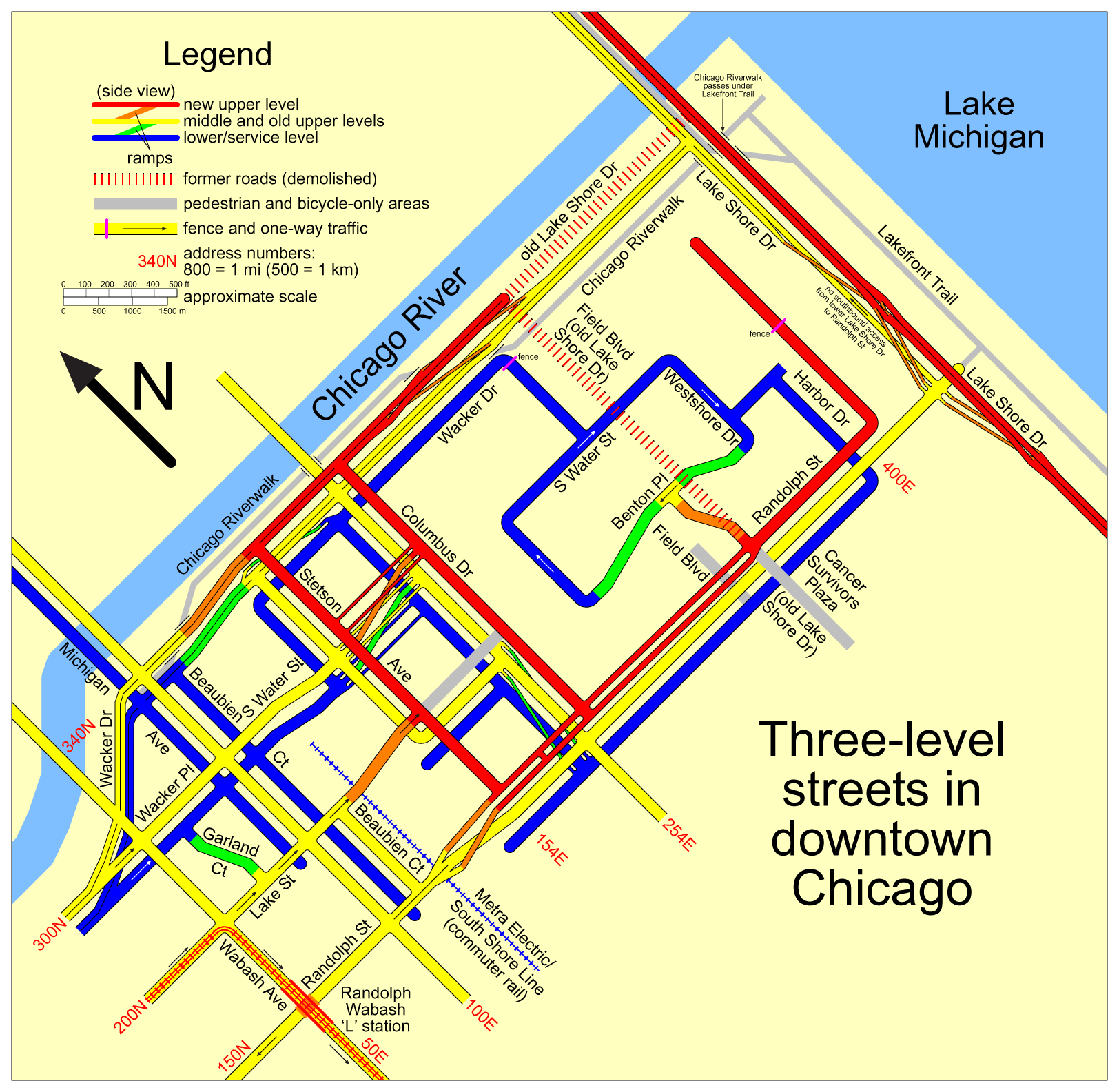
Plan des rues multi-niveaux du quartier de New Eastside.
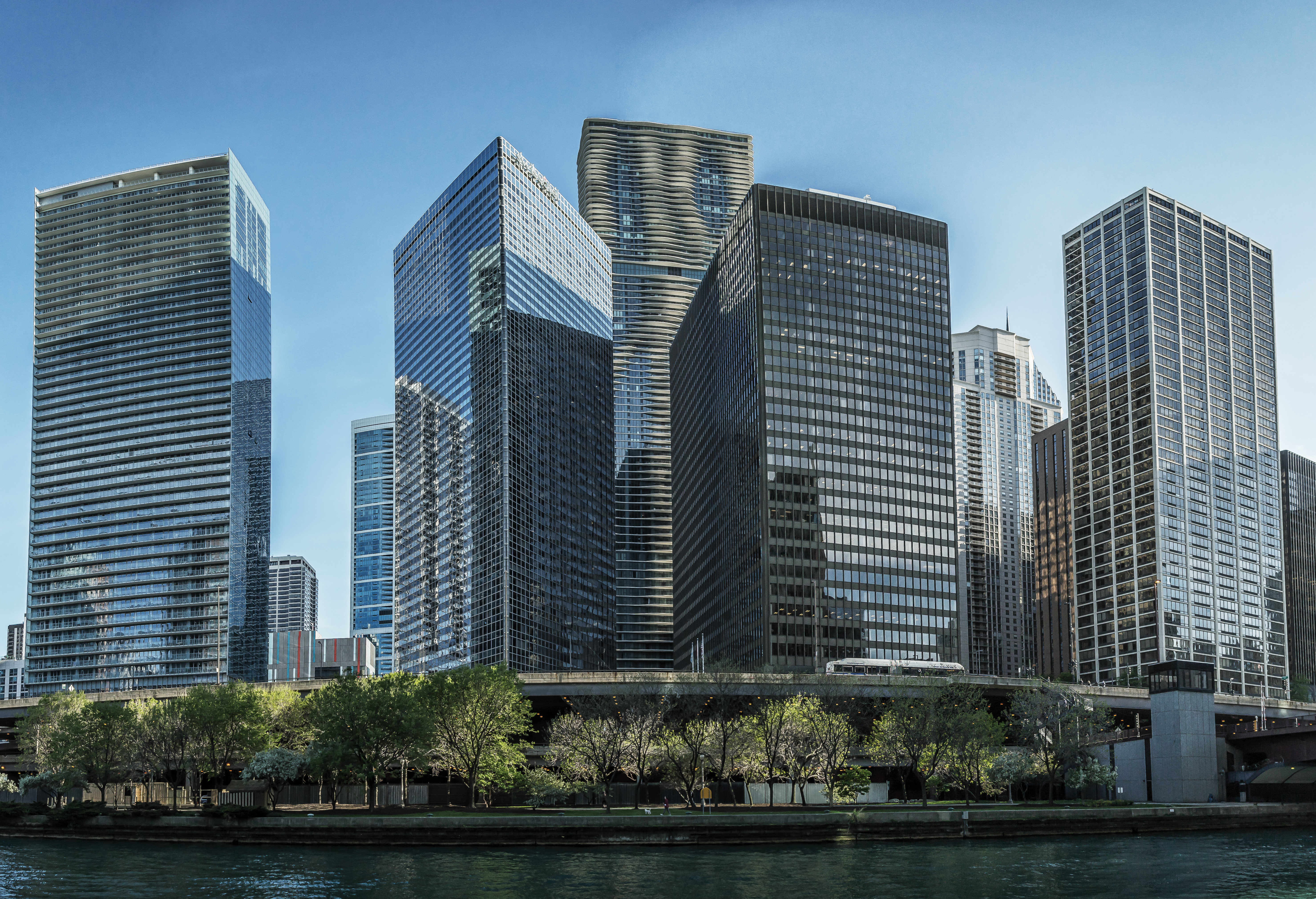
L'Illinois Center dans le New Eastside depuis la rivière Chicago.
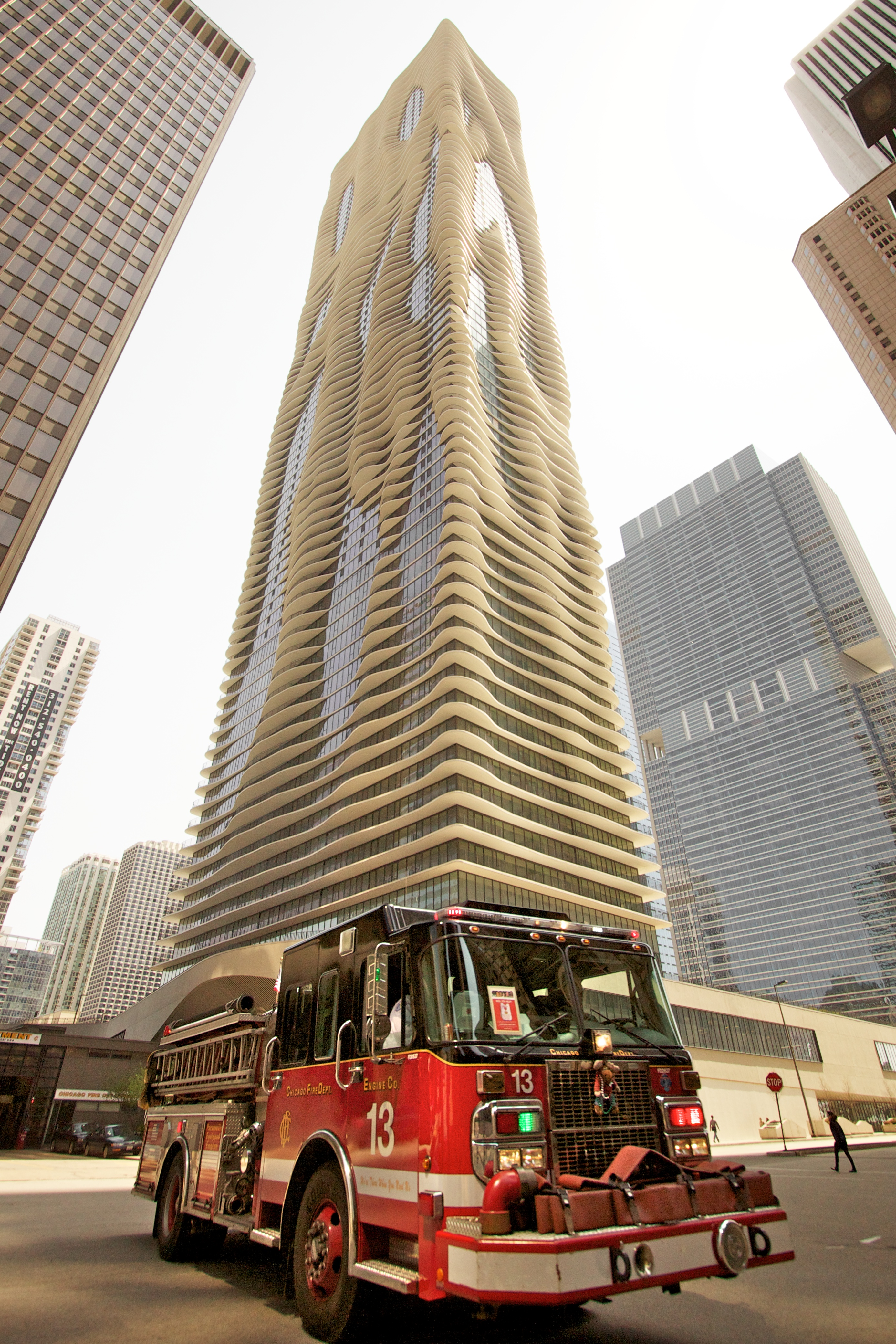
Cœur du quartier, avec l'Aqua Building au premier plan.
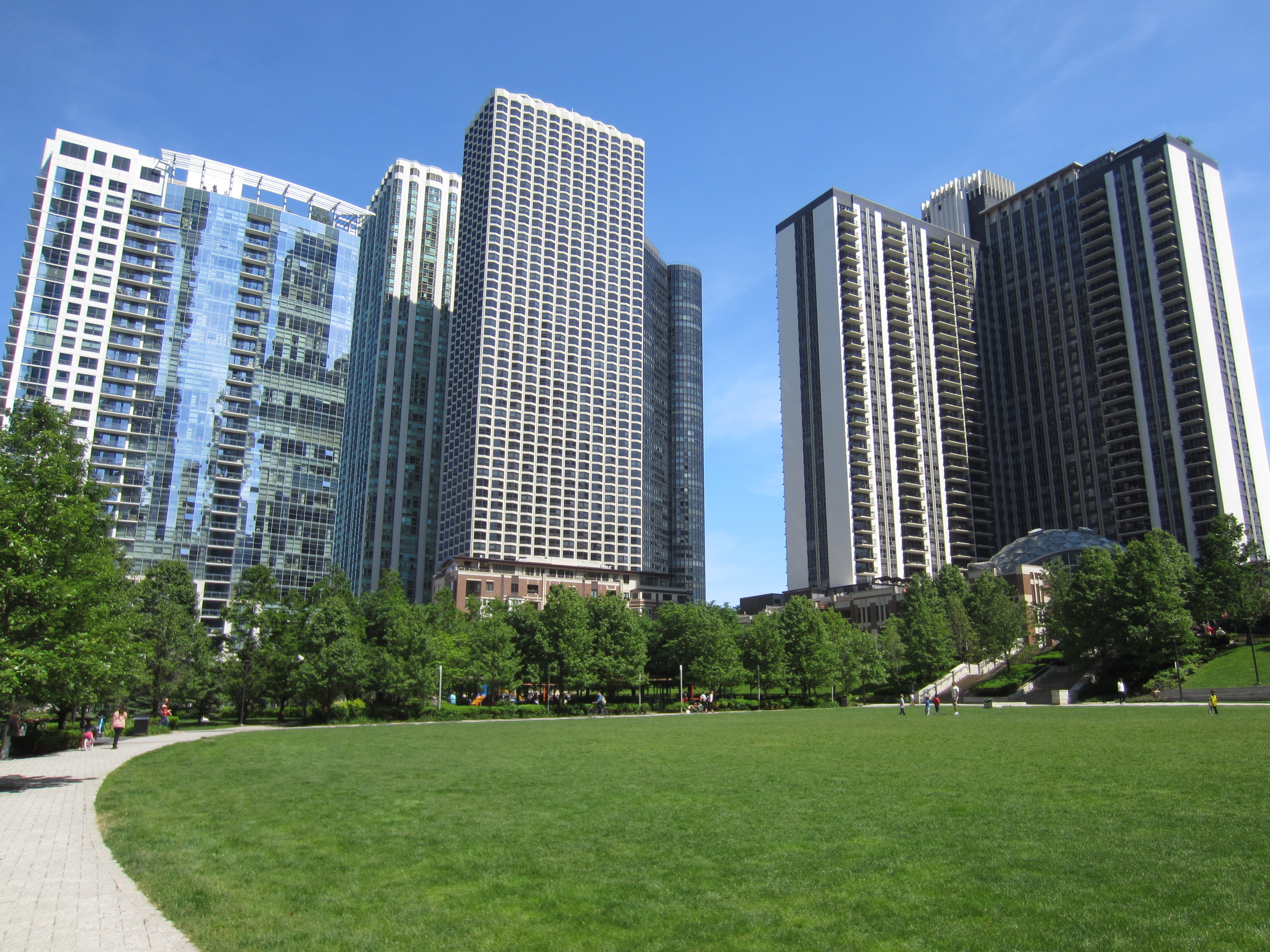
Le Parkshore, l'Harbor Point et le 400 East Randolph depuis le parc de Lakeshore East.
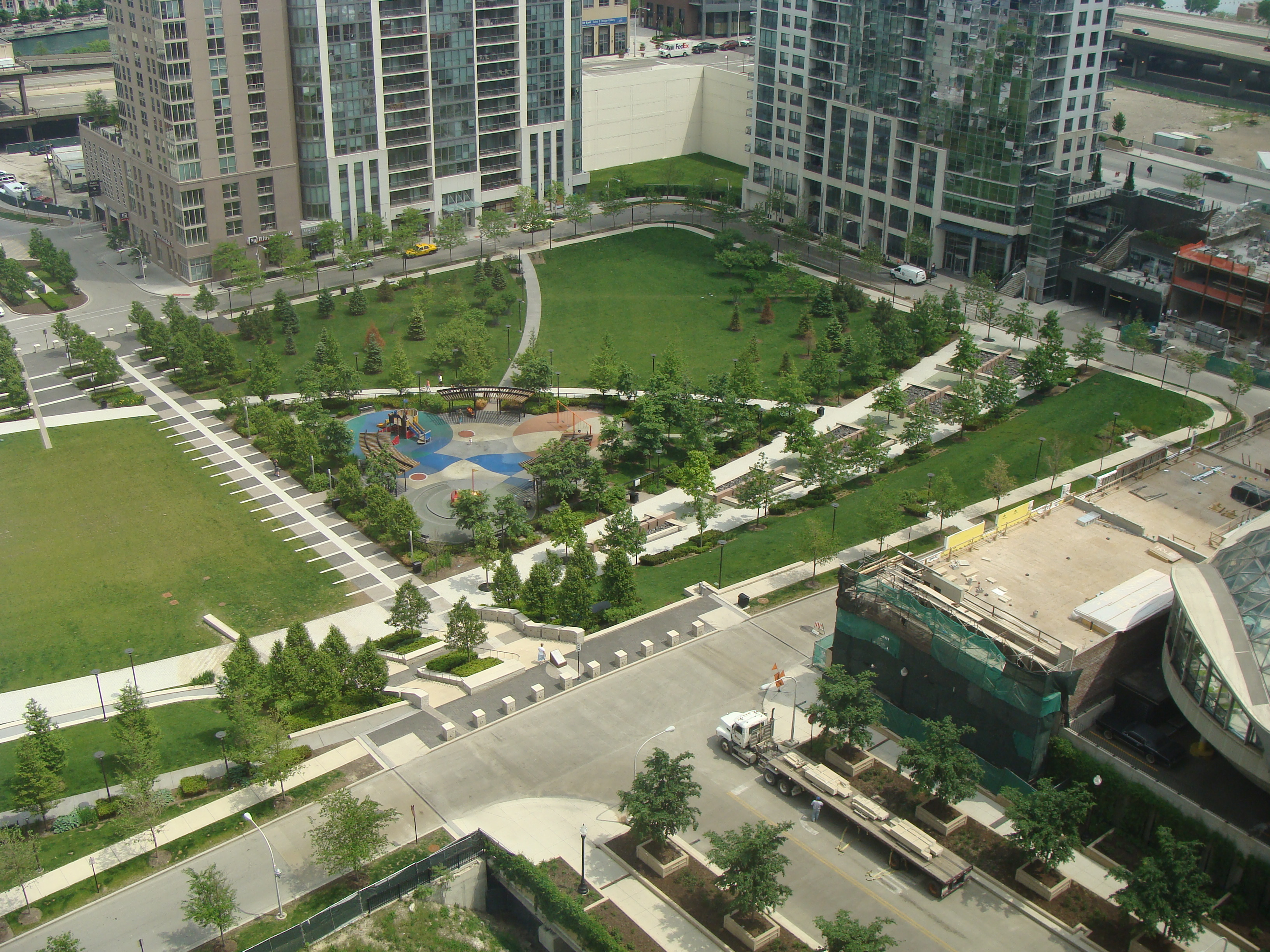
Le parc de Lakeshore East.